# Xu Pingjun
Xu Pingjun, född okänt år, död 71 f.Kr., var en kinesisk kejsarinna, gift med kejsar Han Xuan. 
Hon var dotter till ämbetsmannen Xu Guanghan (許廣漢), som var assistent till prins Changyi innan han kastrerades som straff för stöld, men gjorde sedan som eunuck karriär vid hovet. År 76 f.Kr. arrangerades äktenskapet mellan henne och den senare kejsar Han Xuan, som då endast var avlägset släkt med kejsarfamiljen, och blev året därefter mor till den senare kejsar Han Yuandi. 
År 75 f.Kr. avled kejsar Han Zhaodi blev hennes make erbjuden tronen av den mäktiga ämbetsmannen Huo Guang i egenskap av den döda kejsarens brorsonson, och tackade ja. Hon fick inte titeln kejsarinna direkt. Hovets ministrar försökte förgäves påverka kejsaren att istället gifta sig med Huo Guangs dotter Huo Chengjun, innan Xu Pingjun slutligen mottog titeln 31 december 74. Hon beskrivs som ödmjuk och ekonomisk, och plikttroget uppmärksam mot änkekejsarinnan Shangguan. 
När Xu Pingjun blev gravid år 71, övertalade Huo Chengjuns mor kejsarinnans läkare att förgifta henne. Hon avled strax efter födseln av sitt barn, som troligen avled som spädbarn, och Huo Guang såg till att läkaren blev obestraffad för att undvika att dra in hans hustru i brottet.  